# 褐背伯劳
褐背伯劳（学名：Lanius vittatus）是伯劳科伯劳属的一种，栖息于南亚。

## 描述

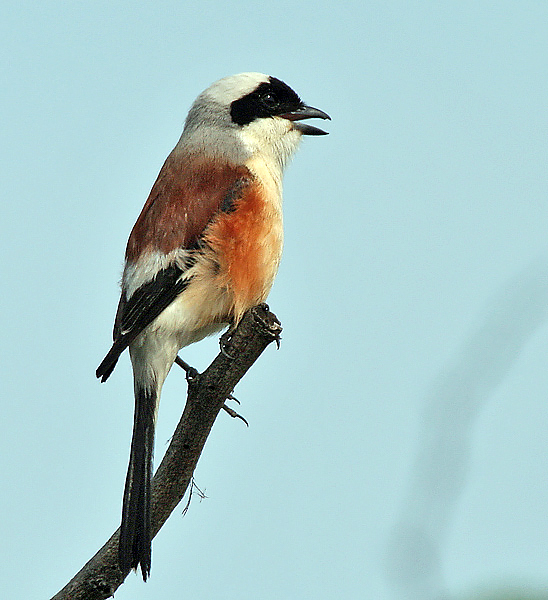
印度哈里亚纳邦古爾岡Sultanpur国家公园的褐背伯劳。

褐背伯劳是一种小型伯劳，体长约有17厘米；其背部褐色；臀部灰白；尾羽较长，为黑底白边。腹部白色，但两侧浅黄。冠部和后颈为灰色，眼部四周呈现伯劳属典型的黑色蒙面外观。双翼缀有少量白色，喙及两腿为深灰色。
两性间的差异较少，但幼鸟较成鸟色浅。

## 生态习性和栖息地
褐背伯劳喜栖息于灌木丛的树梢上，以捕捉蜥蜴、大型昆虫、小型鸟类和啮齿动物为食。
由于褐背伯劳的爪子并不适于撕扯，它们会先用荆棘一类尖锐的物体刺穿其猎物，再以其钩状的喙部撕咬猎物。
褐背伯劳广泛分布于阿富汗、巴基斯坦和印度，近期还在斯里兰卡发现其活动。褐背伯劳常在丛林及农耕地区的灌木丛中搭巢，每次可生产3至5枚鸟蛋。